# 繁殖牝馬

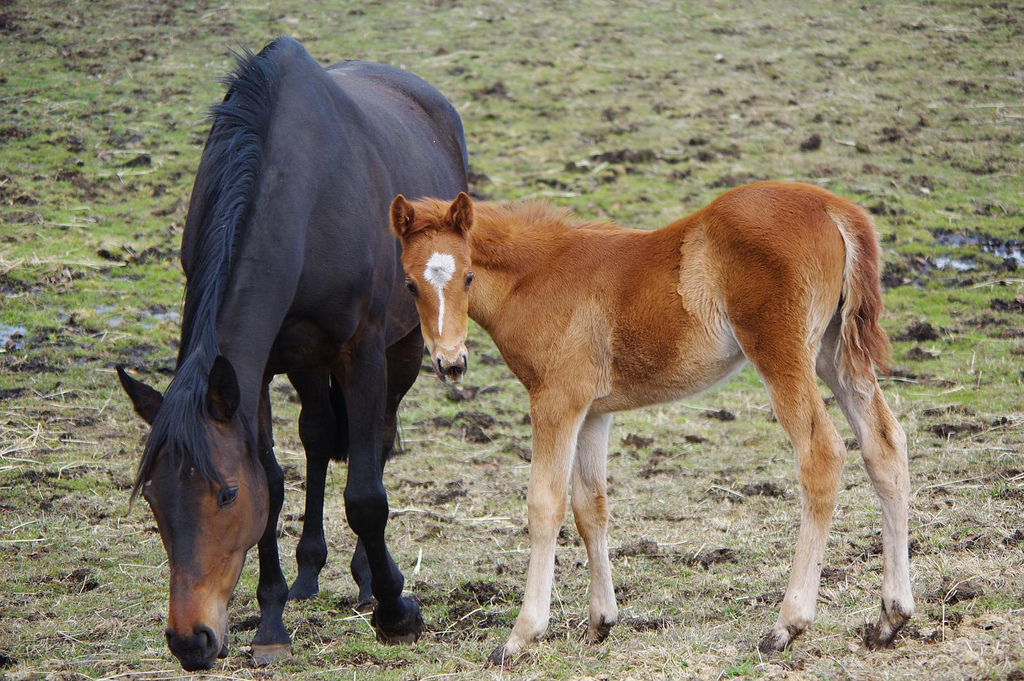
繁殖牝馬と当歳馬（サラブレッド）

繁殖牝馬（はんしょくひんば）とは、子馬を産むために牧場に繋養されている牝馬(メス馬)のことである。肌馬やブルードメア（broodmare）とも言う。
競走馬の生産牧場にとって、繁殖牝馬の存在そのものが生産牧場の機能である。繁殖牝馬は牧場に繋養され、2月から7月にかけて一定の周期で発情する。発情した機会を捉えて牧場が契約した種牡馬のいる「スタリオンステーション」などに連れて行き、種牡馬と交尾させる（種付け）。
なお、発情していない牝馬は牡馬に近寄られると後足で蹴るなどすることがあり、高価な種牡馬に怪我を負わせかねない。このような事態を避けるために当て馬を近付けて発情していることを確認する。
種付け後、1ヶ月ほどで受胎の有無が確認できる。
出産後は1週間ほどでまた発情し、新たな種付けを行えるようになる。また日本における繁殖牝馬の頭数は、2021年で11284頭となっている。この内、内国産馬は9601頭、外国産馬は1683頭となっている。 

## 選定基準
競馬の世界では、ある程度以上の競走成績を残した馬または血統の優れた馬を繁殖牝馬にすることが一般的である。馬の妊娠期間は330日で、1頭産むのに約1年かかるため、成績や血統が超一流の馬だけでは需要を満たすことができず、繁殖牝馬の選定基準は、種牡馬を選ぶときの牡馬のそれに比べて低くなるのが通常である。現役時代に未勝利であったり、レースに出走することができなかった馬でも、ある程度血統が良ければ繁殖牝馬になれることも多い。それに対して、種牡馬は1頭で多数の繁殖牝馬に種付けを行うことができるため、選定基準はより厳しくなるのが普通である。

## 競走馬の兄弟姉妹関係
上記の理由により、父親が人気のある種牡馬であるような場合には、父親を同じくする馬の数は膨大なものとなる。一方で母親を同じくする馬の数は限られる。そのため、一般に競走馬で兄弟姉妹といえば、同じ繁殖牝馬から生まれた馬を指し、種牡馬が同じだけでは兄弟姉妹とは見なさない。父親も母親も同じ馬の場合を特に全兄弟（全姉妹）と呼び、母親だけが同じ場合は半兄弟（半姉妹）と呼ぶことがある。
全兄弟・全姉妹の例
- ダンスパートナーとダンスインザダークとダンスインザムード

三頭とも種牡馬サンデーサイレンスと繁殖牝馬ダンシングキイの間の子である。「ダンスパートナーはダンスインザダークの全姉」、「ダンスインザダークはダンスパートナーの全弟」、「ダンスインザダークはダンスインザムードの全兄」、「ダンスインザムードはダンスインザダークの全妹」というように用いる。
半兄弟の例
- ビワハヤヒデとナリタブライアン

ともに繁殖牝馬パシフィカスの子であるが、ビワハヤヒデは種牡馬シャルードとの、ナリタブライアンは種牡馬ブライアンズタイムとの間の子である。「ビワハヤヒデはナリタブライアンの半兄」、「ナリタブライアンはビワハヤヒデの半弟」のように用いる。
- ダイワメジャーとダイワスカーレット

ともに繁殖牝馬スカーレットブーケの子であるが、ダイワメジャーは種牡馬サンデーサイレンスとの、ダイワスカーレットは種牡馬アグネスタキオンとの間の子である。一般的・広義的には前例の通り半兄・半妹という表現が用いられるが、アグネスタキオンがサンデーサイレンスの子であり、父と祖父が共通しているため、血量的には75%同じとなる。このことを表す目的で「ダイワメジャーはダイワスカーレットの3/4兄」、「ダイワスカーレットはダイワメジャーの3/4妹」と表現される場合がある。
兄弟・姉妹と見なさない例
- ディープインパクトとアグネスタキオン

ともに種牡馬サンデーサイレンスの子であるが、ディープインパクトは繁殖牝馬ウインドインハーヘアとの、アグネスタキオンは繁殖牝馬アグネスフローラとの間の子であるため、兄弟とは見なさない。

## 繁殖成績
競走馬として現役時代に好成績を残した牝馬は繁殖入りしても注目される。また繁殖地を巡り高値で取引されることも多い。ただ、そのような馬の産駒が必ず活躍するかと言えばそうではない。現役時代の成績が優秀な繁殖牝馬には期待がかかり、優秀な種牡馬が種付けされるのが普通であるが、その産駒の成績は芳しくないこともある。例えば、現役時代牝馬三冠を達成したメジロラモーヌは期待されて繁殖牝馬となった。しかし、その産駒には重賞を勝つどころかオープン入りする馬すら現れず、結局血統の良さから同馬とサンデーサイレンスの間に産まれたメジロディザイヤーが種牡馬入りしたのみで、メジロラモーヌはそのまま繁殖牝馬を引退している。
ただし、メジロラモーヌの直子の成績は芳しくないが、ひ孫世代ではフィールドルージュが川崎記念を制し、グローリーヴェイズが海外GIの香港ヴァーズを制するなど、一概に直子が失敗したからと言って、その子孫も競走成績が劣るとは限らない。
その逆に桜花賞・優駿牝馬の2冠を制したベガは繁殖入りしてからも優秀で、産駒のアドマイヤベガがダービー制覇、アドマイヤドンが朝日杯フューチュリティステークスやフェブラリーステークスなどのGIを制覇するなど、繁殖牝馬としても非常に優秀な成績を収めている。
また、現役時代にあまり良い成績が残せなかった繁殖牝馬の子が活躍することもあり、現役時代は未勝利・未出走だった馬の子がGIを制覇した例も多々ある。代表的な例としてはメイショウサムソンが挙げられる。ただしそのような場合、種を付けた馬に種牡馬としての実績がある、もしくは繁殖牝馬自身の競走成績は優れずとも、繁殖牝馬の近親に活躍馬が出ていることが多く、血統と現役時の成績がともに凡庸な繁殖牝馬から優秀な種牡馬の種を付けずに突然GIを勝つような名馬が生まれることはまれである。

### 国際保護馬名
パートI国において一定の繁殖成績（GI勝ち馬2頭＋ブラックタイプ競走勝ち馬1頭、1996年以前の馬については顕著な繁殖成績）を残した繁殖牝馬については、国際競馬統括機関連盟が国際保護馬名（全世界でのサラブレッドへの命名禁止）に指定する措置をとっている。2024年現在、国際保護馬名に指定された主な繁殖牝馬は以下の通り。
日本の繁殖牝馬
- BIWA HEIDI / ビワハイジ（主な産駒：アドマイヤジャパン、アドマイヤオーラ、ブエナビスタ、トーセンレーヴ、ジョワドヴィーヴル、サングレアル）
- CESARIO / シーザリオ（主な産駒：エピファネイア、リオンディーズ、サートゥルナーリア）
- CHRYSOPRASE / クリソプレーズ（主な産駒：クリソライト、マリアライト、リアファル、クリソベリル）
- HALWA SWEET / ハルーワスウィート（主な産駒：ヴィルシーナ、シュヴァルグラン、ヴィブロス）
- SCARLET BOUQUET / スカーレットブーケ（主な産駒：ダイワルージュ、ダイワメジャー、ダイワスカーレット）
- TOKIO REALITY / トキオリアリティー（主な産駒：アイルラヴァゲイン、リアルインパクト、ネオリアリズム）

海外の繁殖牝馬
- ALPHA LUPI / アルファルピ（主な産駒：アルファセントーリ、アルパインスター、ディスカヴァリーズ）
- BALLADE / バラード（主な産駒：グローリアスソング、デヴィルズバッグ、セイントバラード）
- BETTER THAN HONOUR / ベターザンオナー（主な産駒：ジャジル、ラグズトゥリッチズ、カジノドライヴ）
- FAIRY BRIDGE / フェアリーブリッジ（主な産駒：サドラーズウェルズ、テートギャラリー、フェアリーキング）
- FALL ASPEN / フォールアスペン（主な産駒：ハマス、ティンバーカントリー）
- HASILI / ハシリ（主な産駒：ダンシリ、バンクスヒル、インターコンティネンタル、カシーク、シャンゼリゼ）
- KIND / カインド（主な産駒：フランケル、ノーブルミッション）
- LOVES ONLY ME / ラヴズオンリーミー（主な産駒：リアルスティール、ラヴズオンリーユー）
- MAGNIFICIENT STYLE / マグニフィセントスタイル（主な産駒：プレイフルアクト、ナサニエル、グレートヘヴンズ）
- MARGOT DID / マーゴットディド（主な産駒：マジックアティテュード、ジャスティンミラノ）
- PALACE RUMOR / パレスルーマー（主な産駒：パレスマリス、アイアンバローズ、ジャスティンパレス）
- PRINCESS OLIVIA / プリンセスオリビア（主な産駒：フラワーアレイ、トーセンラー、スピルバーグ）
- STARLET’S SISTER / スターレッツシスター（主な産駒：シスターチャーリー、ソットサス、シンエンペラー）
- TOUSSAUD / トゥーソード（主な産駒：チェスターハウス、オネストレディ、デカーチー、チセリング、エンパイアメーカー）
- WHITEWATER AFFAIR / ホワイトウォーターアフェア（主な産駒：アサクサデンエン、スウィフトカレント、ヴィクトワールピサ）

## 所有形態
競走馬を生産するための繁殖牝馬の所有形態としては、自己所有、仔分け、預託の3種類がある。日本では7割以上が生産者によって自己所有され、仔分けは1割に満たない。

### 自己所有
繁殖牝馬の所有権を競走馬生産者が持ち、生産・管理にかかる費用の一切を負担する形態。

### 仔分け
繁殖牝馬の所有権は馬主が持ち、馬主が種付け料を負担する形態。種付け料以外の費用については馬主が負担する場合と生産者が負担する場合とがある。生まれた仔馬は馬主と生産者とで共有され、馬主が生産者の持分を買い取ることが多い。戦前の馬小作の名残りとされる。生まれた仔馬の評価額や持ち分の比率などを巡って馬主と生産者間の紛争に発展するケースもある。

### 預託
繁殖牝馬の所有権は馬主が持ち、馬主が支払う月ごとの預託料をもとに牧場が繁殖牝馬（および生まれた仔馬）を管理する形態。生産の際の種付け料は馬主が負担する。生産者にとって最もリスクの低い形態とされる。